# Condado de McLeod
El condado de McLeod (en inglés, McLeod County) es un condado del estado de Minnesota, Estados Unidos. Según el censo de 2020, tiene una población de 36 771 habitantes.
La sede del condado es Glencoe, aunque la ciudad más grande es Hutchinson.

## Geografía
Según la Oficina del Censo, el condado tiene una superficie total de 1310 km², de los que 1270 km² son tierra y 40 km² son agua.

## Condados adyacentes
- Condado de Wright - noreste
- Condado de Carver - este
- Condado de Sibley - sur
- Condado de Renville - oeste
- Condado de Meeker - noroeste

### Principales carreteras y autopistas
- U.S. Autopista 212
- Carretera estatal 7
- Carretera estatal 15
- Carretera estatal 22

## Demografía
Según el censo del 2000, los ingresos promedio de los hogares del condado eran de 45.953 dólares y los ingresos promedio de las familias eran de 55.003 dólares. Los hombres tenían unos ingresos anuales de 35.709 dólares frente a los 25.253 dólares que percibían las mujeres. Los ingresos por habitante eran de 20.137 dólares. Alrededor del 4,80% de la población estaba bajo el umbral de pobreza nacional.
De acuerdo con la estimación 2016-2020 de la Oficina del Censo, los ingresos promedio de los hogares del condado son de 62.885 dólares y los ingresos promedio de las familias son de 84.511 dólares. Los ingresos per cápita de los últimos doce meses, medidos en dólares de 2020, son de 33.628 dólares. Alrededor del 7,1% de la población está bajo el umbral de pobreza nacional.

## Ciudades y pueblos
- Biscay
- Brownton
- Glencoe
- Hutchinson
- Lester Prairie
- Plato
- Silver Lake
- Stewart
- Winsted

### Municipios
| - Municipio de Acoma - Municipio de Bergen - Municipio de Collins - Municipio de Glencoe - Municipio de Hale - Municipio de Hassan Valley - Municipio de Helen | - Municipio de Hutchinson - Municipio de Lynn - Municipio de Penn - Municipio de Rich Valley - Municipio de Round Grove - Municipio de Sumter - Municipio de Winsted |

### Comunidades no incorporadas
- Fernando
- Sherman
- Sumter